# Внутри мозга Билла: Расшифровка Билла Гейтса
«Внутри мозга Билла: Расшифровка Билла Гейтса» (Inside Bill’s Brain: Decoding Bill Gates) — документальный фильм Netflix, мини-сериал, посвященный жизни миллиардера Билла Гейтса, сооснователя Microsoft.
Режиссёр — оскароносный Дэвис Гуггенхайм.
Фильм вышел 20 сентября 2019 года на стриминговом сервисе Netflix.
Как представляет его Forbes.ru: в трех его сериях режиссёр Гуггенхайм рассказывает о жизни, личности, карьере и трех крупных филантропических проектах Гейтса.